# Maria Isaura Pereira de Queiroz
Pour les articles homonymes, voir Isaura, Pereira et Queiroz (homonymie).
Maria Isaura Pereira de Queiroz, née le 26 août 1918 à São Paulo et morte le 29 décembre 2018 dans la même ville, est une sociologue brésilienne.

## Biographie
Elle obtient un diplôme de sciences sociales de l'université de São Paulo en 1949, un diplôme d'études approfondies en sociologie, anthropologie et politique de la même université en 1951 et doctorat en sociologie de l'école pratique des hautes études Section VI (1959)[Quoi ?].
Sa thèse, qui s'intitule La Guerre Sainte au Brésil : le Mouvement Messianique du Contestado, est dirigée par Roger Bastide en 1960.
Son livre-docência (pt) de l'université de São Paulo de 1963 a pour titre Le Messianisme au Brésil et dans au Monde.
Elle est enseignante titulaire du Centro de Estudos Rurais e Urbanos et enseignante émérite de l'université de São Paulo.
Elle meurt le 29 décembre 2018 à São Paulo, à l'âge de 100 ans et est enterrée au Cemitério da Consolação.

## Professeure invitée
- 1953 : université fédérale du Paraná, Brésil
- 1959 : fondation de l'École de sociologie et de politique de São Paulo (pt), Brésil
- 1963-1964 : université Pierre-et-Marie-Curie, France
- 1964 : université Laval, Québec
- 1969 : université fédérale de Bahia, Brésil
- 1970 : université fédérale de Santa Catarina, Brésil
- 1978-1979 : université Sorbonne-Nouvelle, France
- 1979 : université des Mutants, Sénégal
- 1980 : UCLouvain, Belgique

## Distinctions et prix
(février 2025).
- 1957 : XI Concurso Mário de Andrade de Monografias Sobre Folclore, Departamento de Cultura do Município de São Paulo.
- 1966 : prix Jabuti - Melhor Obra de Ciências Sociais, Câmara Brasileira do Livro.
- 1990 : Professora Emérita da Universidade de São Paulo, Universidade de São Paulo.
- 1997 : Prêmio Almirante Álavaro Alberto para Ciência e Tecnologia - Cientista do Ano, Centro Nacional de Desenvolvimento Científico e Tecnológico - Ministério de Ciência e Tecnologia.
- 1999 : Prêmio Multicultural Estadão, O Estado de São Paulo.

## Livres
- La guerre sainte au Brésil : le mouvemente messianique du contestado, São Paulo, Faculdade de filosofia, ciências e letras - UWP, 1957.
- (pt) Sociologia e folclore: a dança de são gonçalo num povoado baiano, Salvador, Livraria Progresso, 1958.
- (pt) O messiamismo no brasil e no mundo, São Paulo, Dominus/Edusp, 1965.
- Os cangaceiros : les bandits d'honneur brésiliens, Paris, Julliard, 1968.
- (pt) Los movimentos mesiánicos, Mexico, Siglo Veintiuno, 1969.
- Réforme et révolution dans les sociétés traditionnelles, Paris, Anthropos, 1969.
- (pt) Riforma e rivoluzione nelle societá tradizionale, Milan, Jaca Book, 1970.
- (pt) O mandonismo local na vida política do brasil, São Paulo, Institutos de estudos brasileiros/usp, 1970.
- (pt) Images messianiques du Brésil, Cidade do méxico, Cidoc-Sondeos, 1971.
- (pt) Reform and revolution in tradicionnal societies, New York, Harper and Row, 1971.
- (pt) O campesinato brasileiro (ensaios sobre civilização e grupos rústicos no brasil), Petrópolis, Vozes, 1973.
- (pt) Bairros rurais paulistas (dinâmica das relações bairro rural/cidade), São Paulo, Duas cidades, 1973.
- (pt) Os cangaceiros, São Paulo, Duas cidades, 1977.
- (pt) Cultura, sociedade rural e sociedade urbana, São Paulo, Livros técnicos e ciêntíficos/edusp, 1978.
- (pt) Cultura, sociedade rural e sociedade urbana no brasil, Rio de Janeiro, Livros técnicos e científicos/Edusp, 1978.
- (pt) História do cangaço, São Paulo, Global, 1982.
- (pt) Uma antologia  (avec Roger Bastide), São Paulo, Ática, 1983.
- (pt) Variações sobre a técnica de gravador no registro da informação viva, São Paulo, Ceru/FFLCH/USP, 1983.
- Carnaval brésilien : le vécu et le mythe, Paris, Gallimard, 1992.
- (pt) Os cangaceiros: la epopeya bandolera del nordeste del Brasil, Bogotá, El Áncora, 1992.
- (pt) Carnaval brasileiro: o vivido e o mito, São Paulo, Brasiliense, 1992.
- (pt) O imaginário em terra conquistada, vol. 4, São Paulo, Centro de estudos rurais e urbanos, 1993, 146 p.
- (pt) Li cangaceiros: i banditi d'onore, Naples, Liguori, 1993.
- (pt) Ensaios e pesquisa  (avec Roger Bastide), São Paulo, Centro de estudos rurais e urbanos, 1994.